# Raymond Moley

Raymond Moley en la presentación de los premios Medal of Freedom

Raymond Charles Moley (27 de septiembre de 1886, Berea, Ohio – 18 de febrero de 1975, Phoenix, Arizona) fue un político estadounidense que ganó fama como ideólogo del New Deal y asesor de Franklin D. Roosevelt, pero luego se tornó un crítico de sus políticas al final de la Gran Depresión. 
Se graduó en filosofía y letras en la Universidad de Columbia  en 1918 y se dedicó a la docencia en Ohio. Estudió derecho desde 1923 en el Barnard College. Luego fue profesor en la Universidad de Columbia de 1928 hasta 1954, especializándose en derecho penal (criminal justice). 
Moley apoyó las políticas del gobernador del Estado de Nueva York, Franklin D. Roosevelt, y cuando Roosevelt fue elegido presidente fue Moley quien reclutó profesores de la Universidad de Columbia que formaron el primer «Brain Trust» de consejeros durante las elecciones de 1932. Tras el triunfo de Roosevelt, el Brain Trust asumió roles de consejería y Moley se dirigió a Washington para ser uno de los principales ideólogos del New Deal, escribiendo inclusive discursos para Roosevelt hasta 1936.
A mediados de 1933 Moley empezó a criticar la evolución del New Deal, acusándola de intervencionista, aunque se mantuvo al servicio de Roosevelt hasta 1936. Desde 1937 Moley mantuvo una posición conservadora y volvió a sus labores como abogado y docente, escribiendo una columna semanal en la revista Newsweek hasta 1968 y uniéndose inclusive al Partido Republicano. También colaboró con el diario conservador National Review, siendo uno de los mayores críticos del New Deal, como lo hizo en su libro After Seven Years, publicado en 1939, y luego en How to Keep Our Liberty, de 1952. 